# Palindiona micra
Palindiona micra là một loài bướm đêm trong họ Noctuidae.